# Usninezuur
Usninezuur (C18H16O7) is een dibenzofuraan dat in de natuur voorkomt bij epifytische korstmossen. Het werd voor het eerst geïsoleerd door de Duitse scheikundige Wilhelm Knop in 1844 en werd voor het eerst gesynthetiseerd in 1933-1937 door Curd en Robertson. Usninezuur wordt aangetroffen in veel verschillende families, zoals Usnea (baardmos), Cladonia, Lecanora, Ramalina, Evernia, Parmelia en Alectoria. Alhoewel algemeen wordt aangenomen dat usninezuur specifiek is voor korstmossen, zijn er onbevestigde berichten dat ook in kombuchathee usninezuur aanwezig is. Zouten van usninezuur worden usniaten genoemd.
Usninezuur kan uit de korstmossen geïsoleerd worden door extractie met aceton, gevolgd door verdere zuiveringsstappen.
Usninezuur is in zuivere vorm een bittere, gele, vaste stof. De stof is optisch actief; zowel de rechtsdraaiende als linksdraaiende optische isomeer en de racemische mengsels komen in de natuur voor.

## Biologische rol in korstmossen
De rol die usninezuur in het metabolisme van korstmossen speelt, is niet geheel opgehelderd. Men neemt aan dat het de korstmossen tegen ultraviolette straling beschermt en door zijn intens bittere smaak korstmossen beschermt tegen begrazing.

## Eigenschappen en gebruik
Usninezuur heeft een aantal biologische eigenschappen, zoals een antibacteriële werking tegen gram-positieve bacteriën, waaronder Mycobacterium tuberculosis, Staphylococcus, Streptococcus en Pneumococcus, alsmede sommige pathogene schimmels. Usninezuur wordt als actieve component of als conserveringsmiddel gebruikt in onder andere cosmetica, tandpasta, deodorant en zonnebrandcrèmes. Het geconjugeerde zout van usninezuur, natriumusniaat, wordt ook gebruikt in sommige afslankmiddelen, hoewel de toegevoegde waarde ervan door geen enkele wetenschappelijke studie is onderbouwd. Er zijn (onbevestigde) berichten van leverschade na inname van natriumusniaat.